# Martje Meeuw
Martje Meeuw of Martje de Meeuw (Engels: Sonny Seagull) is een meeuw uit het wekelijkse stripblad Donald Duck. Martje is in 1997 door de Argentijn Daniel Branca ontworpen. Hij leeft op straat en is vaak te vinden in het rangeerterrein van het Duckstadse treinstation. Hij is een vriendje van Kwik, Kwek en Kwak en haalt met hen vaak kwajongensstreken uit. Daardoor heeft hij vaak aan de stok met rangeerterreinopzichter Driftma.
Hoewel Martje sporadisch in het weekblad voorkomt, is hij het vaakst te vinden in de Donald Duck Extra uitgave.
Martje heeft donkerbruin piekhaar en draagt een gruizige beige trui. 